# Ronny Büchel
Ronny Büchel (* 19. März 1982 in Vaduz) ist ein ehemaliger Fussballspieler und -trainer aus Liechtenstein.

## Als Spieler

### Verein
Büchels erster grosser Erfolg war der Schweizer Meistertitel mit dem U17-Team Liechtensteins, das an der Schweizer Jugendmeisterschaft teilnahm. 2001 stieg er mit dem FC Vaduz in die Nationalliga B auf und wechselte daraufhin zum Schweizer Erstligisten BSC Young Boys aus Bern. In Bern konnte der erst 19-Jährige sich allerdings nicht durchsetzen und wechselte nach nur einem Jahr zurück zum FC Vaduz. Auch dort plagten den Offensivspieler viele Verletzungen, und er kam kaum zu Spielpraxis, was dazu führte, dass er zu Chur 97 in die dritte Schweizer Liga wechselte. Dort zeigte er nach Anlaufschwierigkeiten wieder eine ansteigende Formkurve, trotzdem wechselte er aber zu Beginn der Saison 2004/05 zum Liechtensteiner Klub USV Eschen-Mauren, der in der vierten Schweizer Liga spielte. 2010 wechselte er als Spielertrainer zum Liechtensteiner Klub FC Ruggell. Bis zu seinem Karriereende 2017 war er noch für den FC Buchs in der Schweiz sowie beim FC Triesen und FC Triesenberg aktiv.

### Nationalmannschaft
Bereits im Alter von 16 Jahren debütierte Büchel in der Liechtensteiner A-Nationalmannschaft. In den folgenden zwölf Jahren absolvierte er insgesamt 72 Partien im Dress seines Landes, ein Tor gelang dem offensiven Mittelfeldspieler dabei allerdings nicht. Mit der U-16-Nationalmannschaft nahm Büchel 1998 an der Europameisterschaft in Schottland teil und kam dort in allen drei Gruppenspielen zum Einsatz.

### Erfolge
- Liechtensteiner Cupsieger: 2001, 2003

## Als Trainer
Von 2011 bis 2013 war Büchel Co-Trainer der liechtensteinischen U-21-Nationalmannschaft. Während dieser Zeit arbeitete er 2012 auch kurzzeitig als Spielertrainer des FC Ruggell.